# Florián Zajíc
Florián Zajíc   (Unhošť, 4 de maig de 1853 - Berlín, 17 de maig de 1926) va ser un violinista i professor de música txec.

## Biografia
Zajic va créixer en una família humil, els pares Jakob Zajic i Vileminy Kovarfik a Bohèmia. Només amb l'ajut de beques va poder estudiar violí durant vuit anys amb Moritz Mildner i Antonín Bennewitz al Conservatori de Praga. Després de completar la seva formació, primer va formar part de l'Orquestra del Teatre Augsburg, després mestre de concerts a Mannheim, Estrasburg (del 1881) i Hamburg (des del 1889), on també va exercir de professor per a Paul Dessau. Zajic va succeir Émile Sauret el 1891 com a professor de violí al Conservatori Stern de Berlín, on després va ser nomenat professor. L'1 d'octubre de 1895, es va incorporar a la facultat del conservatori de Berlín Klindworth-Scharwenka.
Va tocar el violí Del Gésu de 1740, que es va fer famós com "Heifetz ex David" i el va adquirir el 1885 quan era propietat de Ferdinand David.